# Fiat Strada
De Fiat Strada (modelserie 178) is een pick-upmodel van Fiat. Deze wordt sinds het voorjaar van 1999 geproduceerd en vervangt de pick-upversie van de tweede generatie Fiorino. De Strada is gebaseerd op de Fiat Palio personenauto. Sinds 2015 wordt het model in Mexico aangeboden als RAM 750.

## Beschrijving
De Strada is ontworpen door Giorgetto Giugiaro en werd medio 1999 gelanceerd als onderdeel van Project 178, een wereldautoproject van Fiat.
Het laadvermogen is ongeveer 700 kg en het laadvolume ongeveer 1100 liter. In tegenstelling tot de Palio is de Strada uitgerust met een starre achteras met bladveren. De Strada heeft net als de Palio een dwars voorin geplaatste motor. De cockpit is identiek aan die van de Palio, met hetzelfde stuurwiel en instrumentenpaneel. Op veiligheidsgebied zijn ABS, airbags en FPS (Fire Prevention System) voorhanden.
Als motoren worden in Europa een 1,2 liter benzinemotor met 54 kW/73 pk (later 44 kW/60 pk), een 1,7 liter turbodiesel en een 1,9 liter atmosferische diesel aangeboden. De dieselmotor werd later vervangen door een 1,9 liter turbodiesel met common-rail injectie en iets later door een 1,3 liter common-railmotor met 62 kW/82 pk (later 70 kW/95 pk). Buiten Europa zijn ook 1,5 en 1,6 liter 8V-benzinemotoren en een 1,6 liter 16V-benzinemotor verkrijgbaar.
De Strada werd begin 2001, medio 2003, medio 2006 en medio 2013 herzien. Als een bijzonderheid in zijn klasse heeft de Strada vanaf 2013 in de versie met dubbele cabine tegengesteld openslaande deuren aan de passagierszijde.

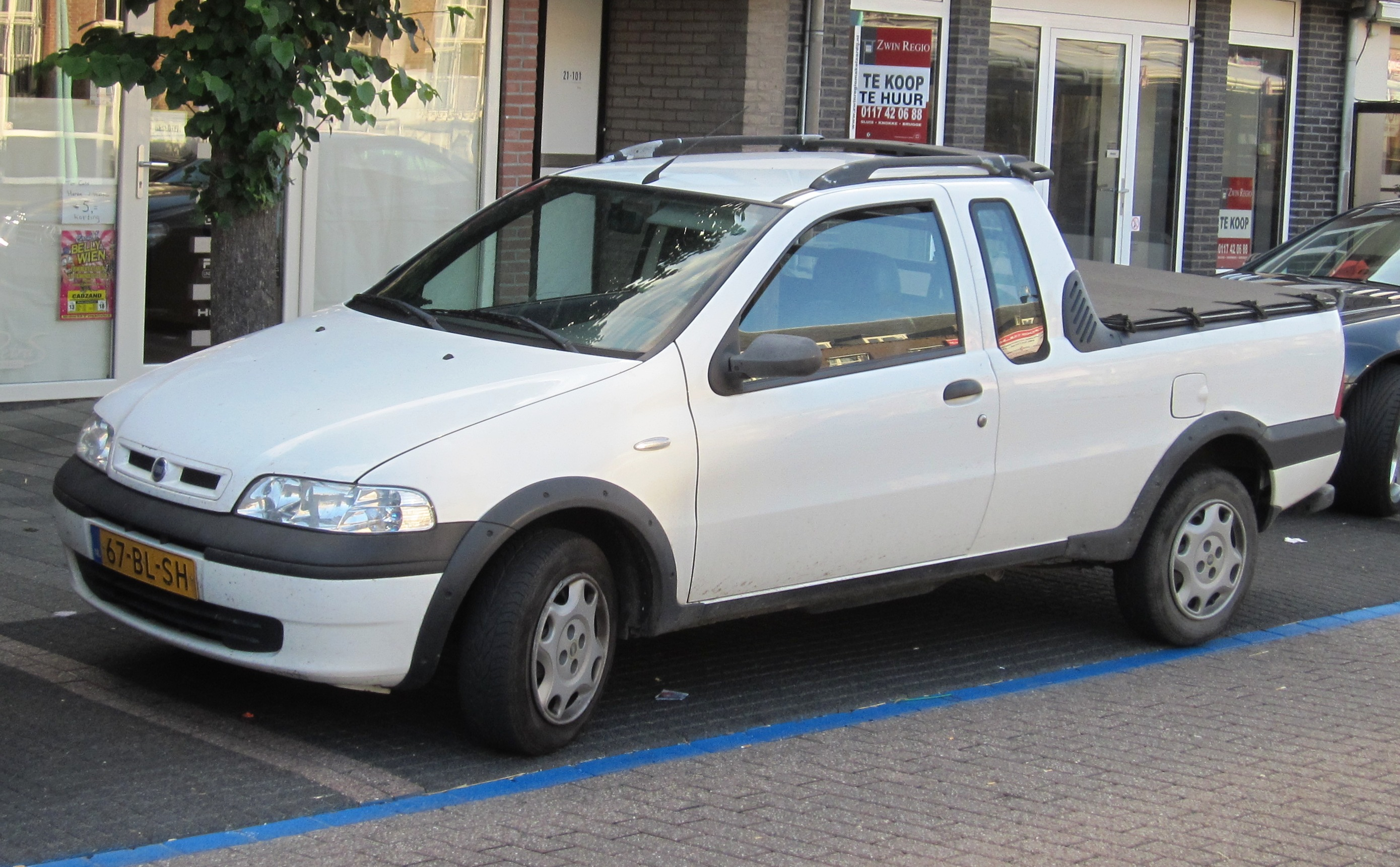
Fiat Strada (2001-2003)
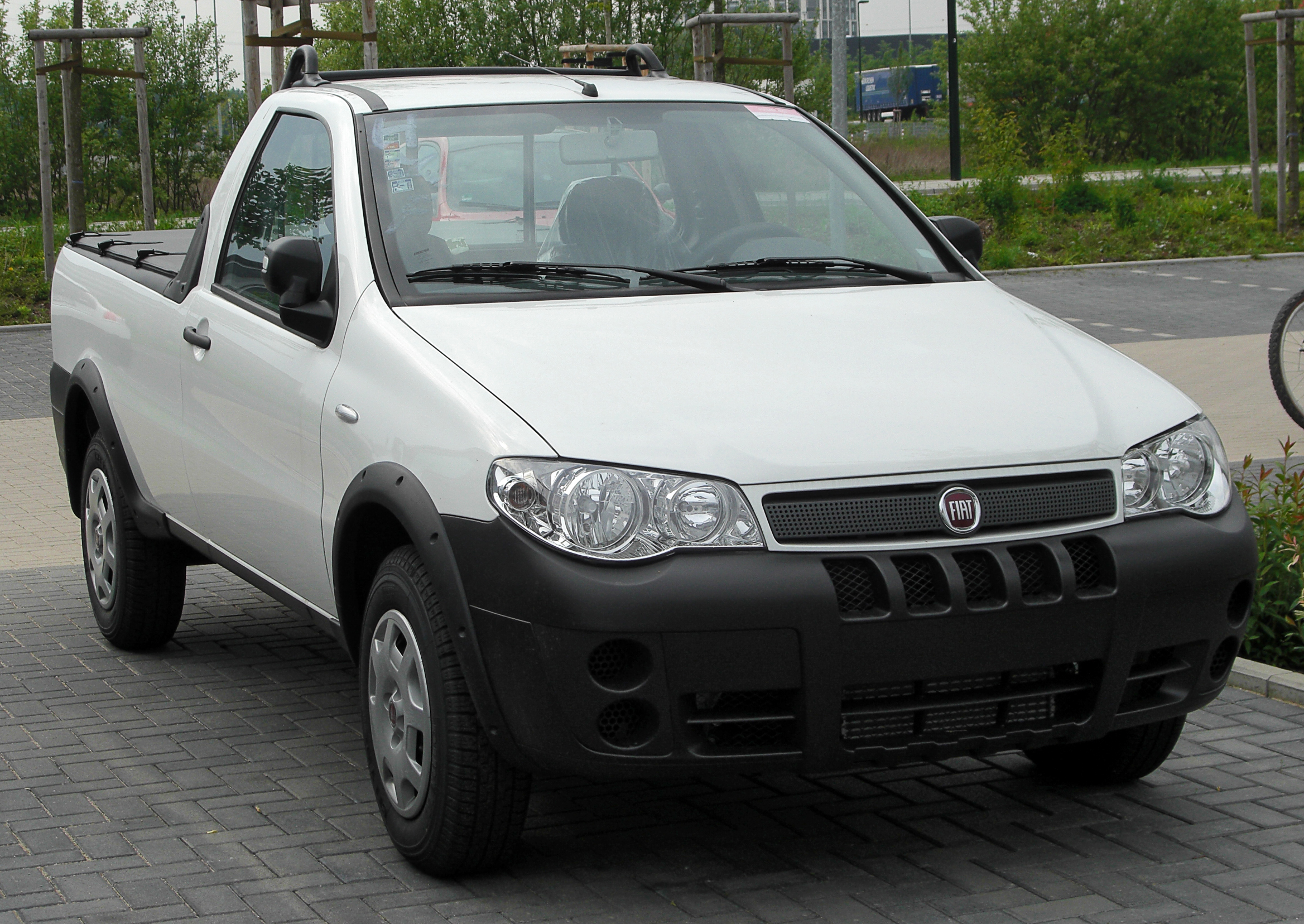
Fiat Strada (2003-2006)
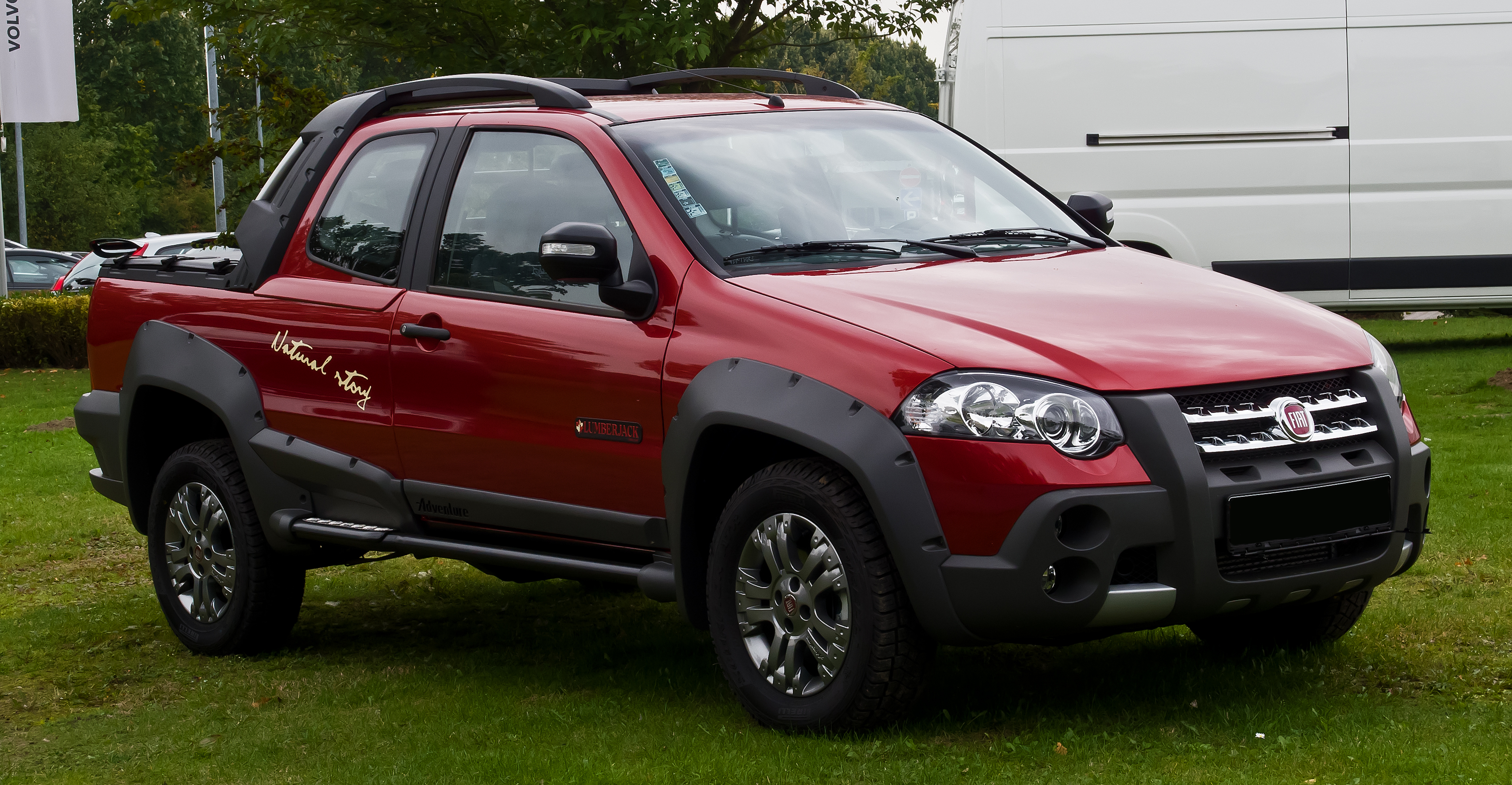
Fiat Strada Adventure (2006-2013)
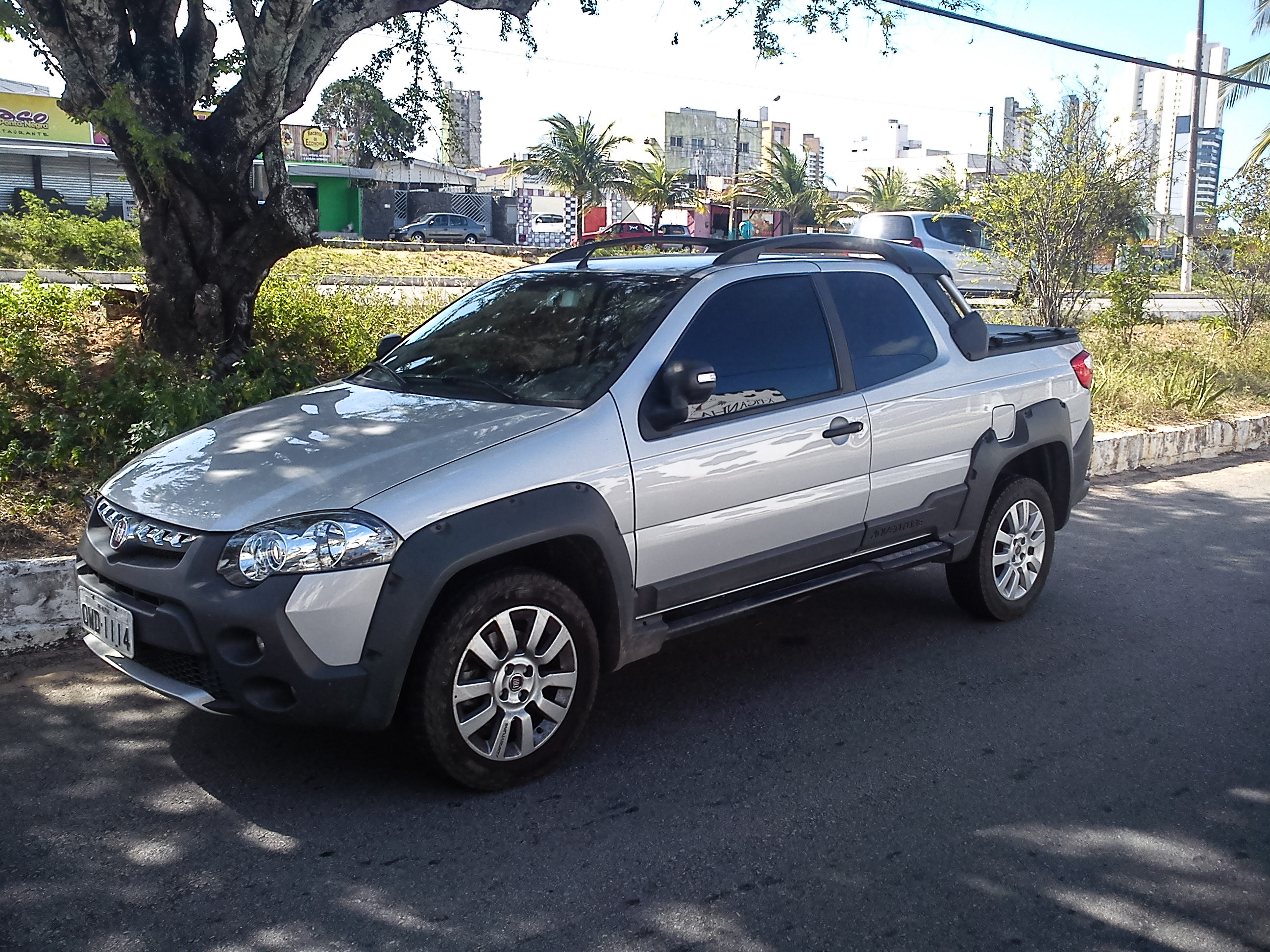
Fiat Strada Adventure (sinds 2013)
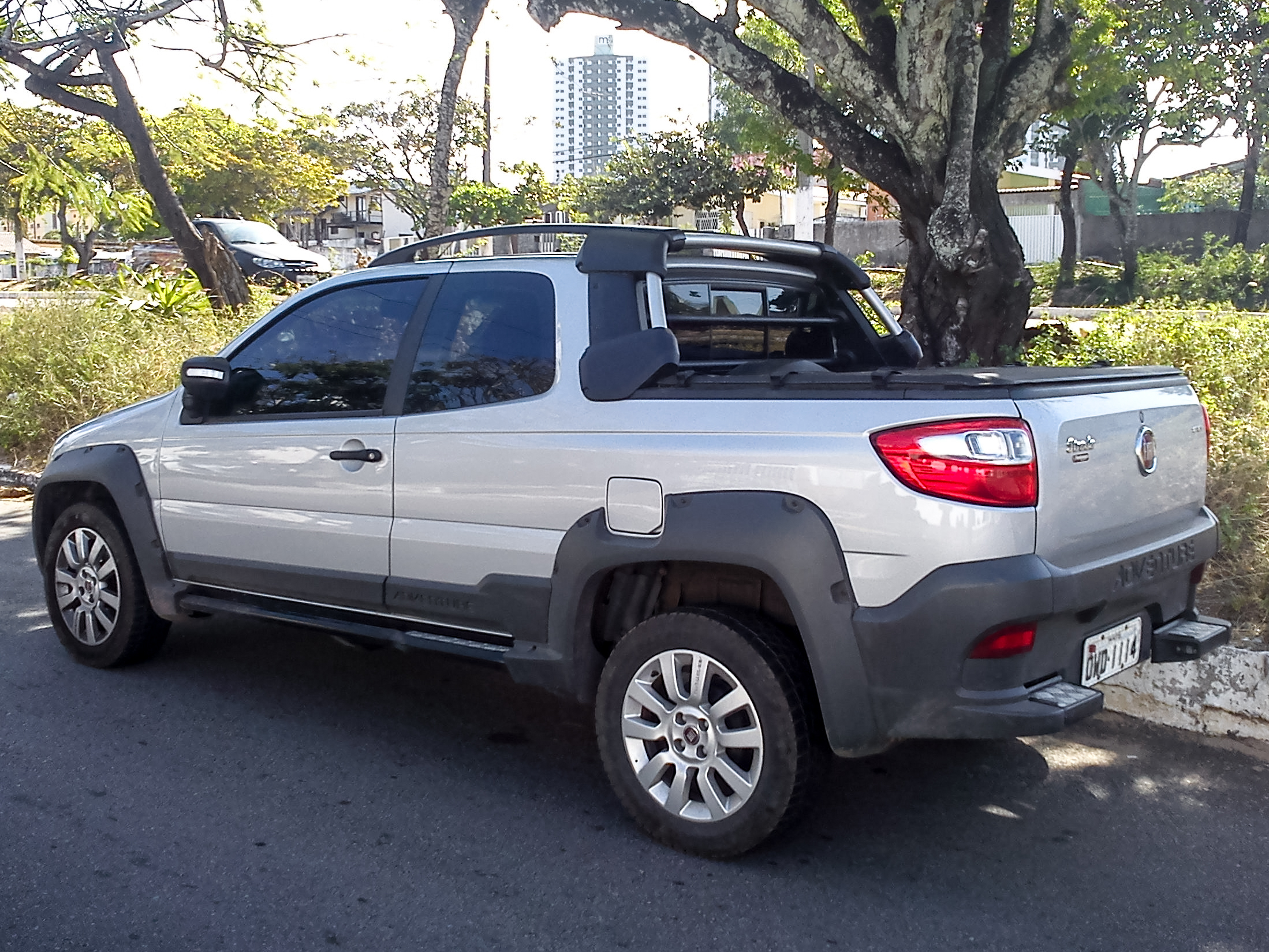
achteraanzicht

Huidige modellen: 
124 Spider ·
500 ·
500e ·
500L ·
500X ·
600 ·
Aegea ·
Argo ·
Cronos · 
Doblò · 
Ducato ·
Fiorino ·
Fullback ·
Linea ·
Palio · 
Panda · 
Punto · 
Qubo ·
Scudo · 
Siena ·
Strada ·
Tipo · 
Ulysse
Historische modellen na de Tweede Wereldoorlog: 
124 · 
125 · 
126 · 
127 · 
128 · 
130 · 
131 · 
132 · 
133 · 
147 · 
148 · 
242 ·
500 ·
600 · 
600 Multipla · 
850 · 
1100 · 
1200 · 
1300/1500 · 
1400/1900 · 
1800/2100 · 
2300 · 
Albea ·
Argenta · 
Barchetta · 
Bianchina ·
Bravo · 
Brío · 
Campagnola · 
Cinquecento · 
Coupé · 
Croma · 
Dino · 
Duna · 
Elba ·
Fiorino ·
Freemont ·
Grande Punto ·
Idea ·
Marea · 
Marengo · 
Mod 5 · 
Multipla · 
Oggi · 
Panorama · 
Penny · 
Prêmio · 
Regata · 
Ritmo · 
Sedici ·
Seicento · 
Spazio · 
Stilo ·
Talento · 
Tempra · 
Tipo · 
Turbina · 
Uno · 
Vivace · 
X1/9
Historische modellen voor de Tweede Wereldoorlog: 
1 · 
1T · 
10 HP · 
12 HP · 
24 HP · 
2B Torpedo · 
4 HP · 
501 · 
502 · 
503 · 
505/507 · 
508 · 
509 · 
510/512 · 
514 · 
515 · 
518 · 
519 · 
520 · 
521 · 
522 · 
524 · 
525 · 
527 · 
60 HP · 
70 · 
801 · 
1100 · 
1500 · 
2800 · 
Brevetti · 
Laundolet · 
Modello O · 
Tipo 2 · 
Tipo Torpedo · 
Topolino · 
Zero